# Gare de Templeuve
Gare de Templeuve vasútállomás Franciaországban, Templeuve településen.

## Vasútvonalak
Az állomást az alábbi vasútvonalak érintik:
- Fives-Hirson-vasútvonal
- Templeuve - Don-Sainghin railway line

## Kapcsolódó állomások
A vasútállomáshoz az alábbi állomások vannak a legközelebb:
- Gare d’Ennevelin
- Gare de Nomain